# Sayuri Matsumura
Sayuri Matsumura (松村 沙友理, Matsumura Sayuri) née le 27 août 1992 dans la préfecture d'Osaka est une chanteuse et actrice japonaise, ancienne membre du groupe Nogizaka46 de 2011 à 2021,.